# Talat Xhaferi
Talat Xhaferi (in macedone Талат Џафери?, Talat Džaferi, ['talat d͡ʒa'fɛri]) (Forino, 15 aprile 1962) è un politico e militare macedone, primo ministro della Macedonia del Nord dal 28 gennaio al 23 giugno 2024.
Esponente dell'Unione Democratica per l'Integrazione, in precedenza è stato presidente dell'Assemblea della Repubblica della Macedonia del Nord dal 2017 al 2024 e ministro della Difesa dal 2013 al 2014.

## Formazione e carriera militare
Xhaferi, di etnia albanese, è nato il 15 aprile 1962 nel villaggio di Forino vicino a Gostivar nell'allora Repubblica Socialista di Macedonia ancora parte della Repubblica Socialista Federale di Jugoslavia. Ha frequentato la scuola elementare nel vicino villaggio di Čegrane e ha continuato gli studi secondari presso la Scuola Militare di Belgrado. Ha studiato presso l'Accademia Militare della Fanteria dell'Esercito dell'Esercito Popolare Jugoslavo (JNA) a Belgrado e Sarajevo. Più tardi nella sua carriera si specializzò in compiti di comando e di stato maggiore presso l'Accademia Militare "Generale Mihailo Apostolski" di Skopje. Nel 2013 ha conseguito un master in difesa.
Dal 1985 al 1991 Xhaferi è stato ufficiale della JNA e dal 1992 al 2001 ufficiale dell'Esercito della Repubblica di Macedonia (ARM).

### Insurrezione del 2001
Durante l'insurrezione del 2001, in cui militanti di etnia albanese attaccarono le forze di sicurezza macedoni, Xhaferi era inizialmente un alto ufficiale dell'esercito macedone al comando delle truppe nella caserma di Tetovo.
Il 28 aprile, giorno del massacro di Vejce, era in servizio come comandante in caserma. Diversi giorni dopo disertò e si unì all'Esercito di Liberazione Nazionale, un gruppo di guerriglia albanese che combatteva contro la Repubblica di Macedonia, divenendone il comandante della 116ª Brigata, guadagnandosi lo pseudonimo di Komandant Forina dal suo luogo di nascita. Dopo la fine del conflitto è stato amnistiato, in conformità con l'Accordo di Ohrid del 2001.

## Carriera politica
Xhaferi è stato eletto per la prima volta al parlamento macedone nel 2002 per l'Unione Democratica per l'Integrazione (UDI), formata quell'anno da membri del disciolto Esercito di Liberazione nazionale. Dal 2004 al 2006 Xhaferi è stato viceministro della Difesa. Dal 2008 al 2013 è stato deputato dell'UDI, alleato del partito conservatore VMRO-DPMNE. Nel 2012 divenne noto per i suoi discorsi-fiume usati come tattica di ostruzionismo per bloccare l'adozione di una legge sui veterani che avrebbe concesso benefici ai veterani di guerra macedoni: ha bloccato il progetto durante l'esame in commissione "leggendo poesie, citando letteratura straniera e resoconti sulla Macedonia, borbottando o semplicemente restando in silenzio, aspettando che il tempo passasse".
Nel 2013 Xhaferi è stato nominato ministro della Difesa nel ggoverno guidato da Nikola Gruevski, dopo le dimissioni di Fatmir Besimi. La nomina di Xhaferi scatenò ampie proteste di cittadini macedoni (in particolare del generale in pensione Stojanče Angelov del partito di opposizione filo-veterano Dignità) e di cittadini albanesi. In tale occasione Xhaferi ha affermato che il suo obiettivo sarebbe stato quello di rendere le forze armate “un simbolo di convivenza, tolleranza e rispetto per le differenze”.
Il 26 novembre 2019 un terremoto ha colpito l’Albania e Xhaferi ha partecipato alla delegazione di politici di etnia albanese della Macedonia del Nord in visita all'epicentro del cratere sismico che hanno espresso le loro condoglianze al presidente albanese Ilir Meta.

### Presidente della Sobranie
Nell’aprile 2017 Xhaferi è stato eletto presidente del parlamento macedone, sostenuto da una coalizione di partiti nazionali albanesi e dal partito socialdemocratico SDSM, allora all'opposizione, scatenando disordini nel palazzo del parlamento. Il partito VMRO-DPMNE ha etichettato questa mossa come un colpo di stato. I manifestanti hanno fatto irruzione nel palazzo del parlamento, picchiando giornalisti e parlamentari, e hanno dovuto essere allontanati dalla polizia.

### Primo ministro
Il 25 gennaio 2024 Xhaferi si è dimesso dalla presidenza dell'assemblea parlamentare a seguito delle dimissioni del governo di Dimitar Kovačevski, in vista della sua nomina a presidente di un governo tecnico che, in conformità con l'Accordo di Pržino, guiderà il paese nei cento giorni precedenti le elezioni parlamentari previste per l'8 maggio 2024.